# Maja Lindén
Maja Lindén, född 1969, är en svensk satir- och serietecknare. Skapare av bland annat Vajlet och Fru Draake. Medverkar i Svenska Dagbladet, Dagens Nyheter, Dagens Arbete, Kommunalarbetaren med flera tidningar. Förekommer i såväl svenska som internationella utställningar.

## Nämnvärda verk
- 2000: Vägen till Saga, Rabén & Sjögren, text Kajsa Grytt
- 2001: Namnet är Vajlet — men kalla mig Gud, Optimal Press
- 2003: Horor är vi allihopa, Optimal Press
- 2004: Varje kvinna klär i svart plast, Filmkonst Förlag och Optimal Press (Festivalbok Göteborg Film Festival)